# Портові ворота (Задар)

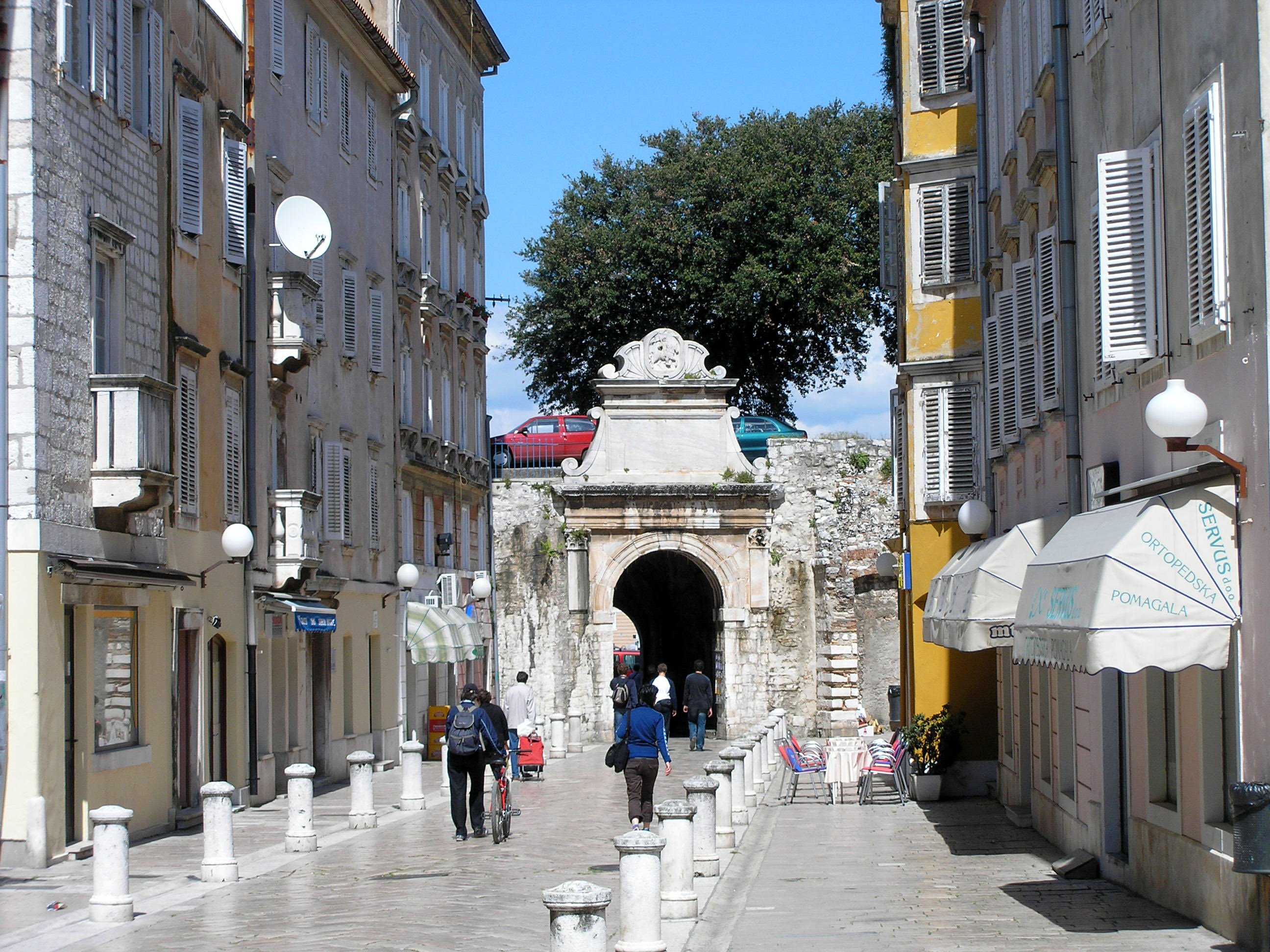
Портові ворота

Порто́ві воро́та (хорв. Lučka vrata, італ. Porta Marina) — ворота у м. Задарі (Хорватія). Розташовані неподалік від площі Папи Олександра III та виходять до гавані міста.
Збудовані у 1573 році на честь перемоги християнського флоту Священної ліги, який розбив у 1571 році могутній турецький флот у битві при Лепанто. Ворота були пробиті у фортечній стіні після закінчення Кіпрської війни і укладення миру між Венеціанською республікою та Османською імперією. Будувались вони у формі тріумфальної арки, тому у них з внутрішньої міської сторони була вбудована римська арка, зведення якої на колишньому римському ринку замовила римська громадянка Малія Аніана. Над римськими залишками встановлена меморіальна таблиця і над нею напис в овальному портику — рельєфний герб міста Задара із зображенням Святого Кршевана на коні.
Із внутрішньої портової сторони над воротами знаходиться венеціанський герб із крилатим левом св. Марка і рельєфне зображення двох крилатих хлопчиків, що тримають герби.